# Сера (Еро)
Сера (фр. Ceyras) је насеље и општина у јужној Француској у региону Лангдок-Русијон, у департману Еро која припада префектури Лодев.
По подацима из 2011. године у општини је живело 1185 становника, а густина насељености је износила 170,26 становника/km². Општина се простире на површини од 6,96 km². Налази се на средњој надморској висини од 65 метара (максималној 152 m, а минималној 39 m).

## Демографија
| 1962. | 1968. | 1975. | 1982. | 1990. | 1999. | 2011. |
| ----- | ----- | ----- | ----- | ----- | ----- | ----- |
| 503   | 503   | 513   | 602   | 681   | 725   | 1.185 |

График промене броја становника у току последњих година